# Celia Hoyles
 Celia Hoyles  (Londres, 18 de maio de 1946) é uma matemática britânica, professora de didática matemática na University College London (UCL).

## Formação e carreira
Nascida Celia Mary French, frequentou de 1957 a 1964 a Loughton County High School, e obteve o diploma de matemática em 1967 na Universidade de Manchester. Em 1967 começou a lecionar em Londres. Em 1969 casou com Martin Hoyles e estudou na Universidade de Londres para uma licenciatura (Post Graduate Certificate in Education Teaching Qualification - PGCE), que obteve em 1971. Em 1972 foi docente na Polytechnic of North London (atual Universidade Metropolitana de Londres) e obteve um mestrado em educação em 1973 na Universidade de Londres. Obteve um doutorado em 1980. Em 1984 foi professora da Universidade de Londres. Em 1996 casou pela segunda vez, com o matemático Richard Noss. De 2014 a 2015 foi presidente do Instituto de Matemática e suas Aplicações.
Foi palestrante convidada do Congresso Internacional de Matemáticos em Pequim (2002, com Deborah Loewenberg Ball, Hans Niels Jahnke e Nitsa Movshovitz-Hadar: The teaching of proof).

## Publicações selecionadas
- Mathematics Education and Technology - Rethinking the Terrain, 2009, ISBN 9781441901460